# Absolute Solitude
Absolute Solitude (絶対ナル孤独者≪アイソレータ≫ Zettai naru Isolator?) es una serie de novelas ligeras escritas por Reki Kawahara e ilustradas por Shimeji. La primera novela fue publicada de forma en línea en 2004, pero ASCII Media Works la sacó en formato físico el 10 de junio de 2014.

## Argumento
En agosto de 2019, los científicos reciben unas extrañas señales extraterrestres informándoles de una serie de catástrofes que azotarán el planeta.
Después de eso, varias formas de vida extraterrestre entran en contacto con la raza humana, provocando que dichas personas se vean afectadas por el Tercer Ojo y desarrollen una serie de poderes. Algunos tienen la capacidad de moverse a la velocidad del sonido, otros puedes romper lo que sea con los dientes o poseer un arma capaz de cortar el acero.
La historia sigue a Utsugi Minoru, un chico de diecisiete años que tiene la habilidad que siempre ha deseado: Solitude (nombre en clase: lsolator); y a Yumiko, miembro de una organización que observa a estos nuevos superhumanos.
Sin embargo, las proezas dadas por Absolute Solitude dan lugar a una infinidad de batallas, donde Minoru será el protagonista.

## Personajes

### Personajes principales
Utsugi Minoru (空木ミノル Minoru Utsugi?)
Minoru es un chico de diecisiete años que posee el poder Solitude.
Yumiko Azu (安須ユミコ Azu Yumiko?)
Agente de una organización que está al tanto de los nuevos superhumanos. Además lucha contra una organización llamada "Third Eye"
Norie Yoshimizu (由水典江 Yoshimizu Norie?)
Es la hermana adoptiva de Minoru.
Tomomi Minowa (箕輪朋美 Minowa Tomomi?)

## Contenido de la obra

### Novelas ligeras
| No. | Título                         | Publicación original | ISBN                    |
| --- | ------------------------------ | -------------------- | ----------------------- |
| 1   | Absolute Solitude 1: The Biter | 10 de junio de 2014  | ISBN 978-4-04-866-510-0 |